# Claddagh
Claddagh (em irlandês: An Cladach, que significa "uma praia empedernida") é uma área próxima do centro da cidade de Galway, na Irlanda, onde o Rio Corrib desagua na Baía de Galway.
Antigamente, era uma aldeia de pescadores, apenas fora das antigas muralhas. É só atravessar o rio a partir do Arco espanhol, que foi a localização de mercados de peixe e onde as águas oferecem marisco, como acontecia no final do século XIX. As pessoas têm estado a ganhar com a pesca de marisco na área há milénios. Trata-se de uma das mais antigas aldeias piscatórias antigas da Irlanda - a sua existência tem registos desde a chegada do Cristianismo, no século V.
Apesar de estar tão perto do centro da cidade, a área mantem uma identidade distinta forte nos últimos anos e que permaneceu em grande parte falando a língua irlandesa, mesmo no século XX.
Na última década, a cidade de Galway foi expandida de forma considerável e o Claddagh é agora considerado como fazendo parte do centro da cidade. A sua localização tem causado o inflacionar os preços das habitações, de forma substancial, tornando Claddagh uma das mais caras localizações residenciais na cidade.
Durante o século XIX, o Claddagh atraiu muitos visitantes, incluindo os escritores que espalharam a sua fama. A aldeia original de casinhas típicas foi arrasada em 1930 e substituído por um novo ordenamento habitacional.
Claddagh é mais famosa internacionalmente devido ao Anel de Claddagh, que é popular entre os irlandeses tanto como símbolo de uma amizade e como aliança de noivado. Este anel consiste em duas mãos segurando um coração coroado, e simboliza o amor, a amizade e a lealdade.
Claddagh tem uma Escola Nacional, Centros Comunitários e uma Igreja Católica.